# 志岐隆清
志岐 隆清（しき たかきよ、1913年10月6日 - 1970年4月24日）は、日本の実業家。

## 経歴
福岡県出身。1931年福岡県中学修猷館を経て、1934年大分高等商業学校（大分大学経済学部の前身）を卒業。
志岐工業取締役、富士セロファン取締役を経て、1950年2月東京電気化学工業専務取締役となり、1952年11月社長に就任。1958年7月東京電気化学工業を富士電気化学（現・FDK）に改称する。日本乾電池工業会会長も務めている。